# Parc national Körös-Maros
Le  parc national Körös-Maros (Körös-Maros Nemzeti Park, [ˈkøɾøʃ mɒɾoʃ ˈnɛmzɛti pɒɾk]) est un parc national de Hongrie. D'une superficie de 501 km², il fut créé en 1997 pour la protection des oiseaux. Son nom fait référence à la confluence entre le Körös et le Maros. Les principales villes de la région sont Szarvas et Dévaványa.

## Oiseaux
Le parc comprend une réserve d’outardes créée en 1975. 

Les grandes colonies d’oiseaux que l’on peut voir pendant la saison de migration d’automne au lac Fehér près de Kardoskút. Le lac est utilisé comme lieu de repos et de nidification par des dizaines de milliers de pluviers, de grues et de canards sauvages. La réserve de Dévaványa est un refuge pour la grande outarde, l’autruche de la puszta hongroise.

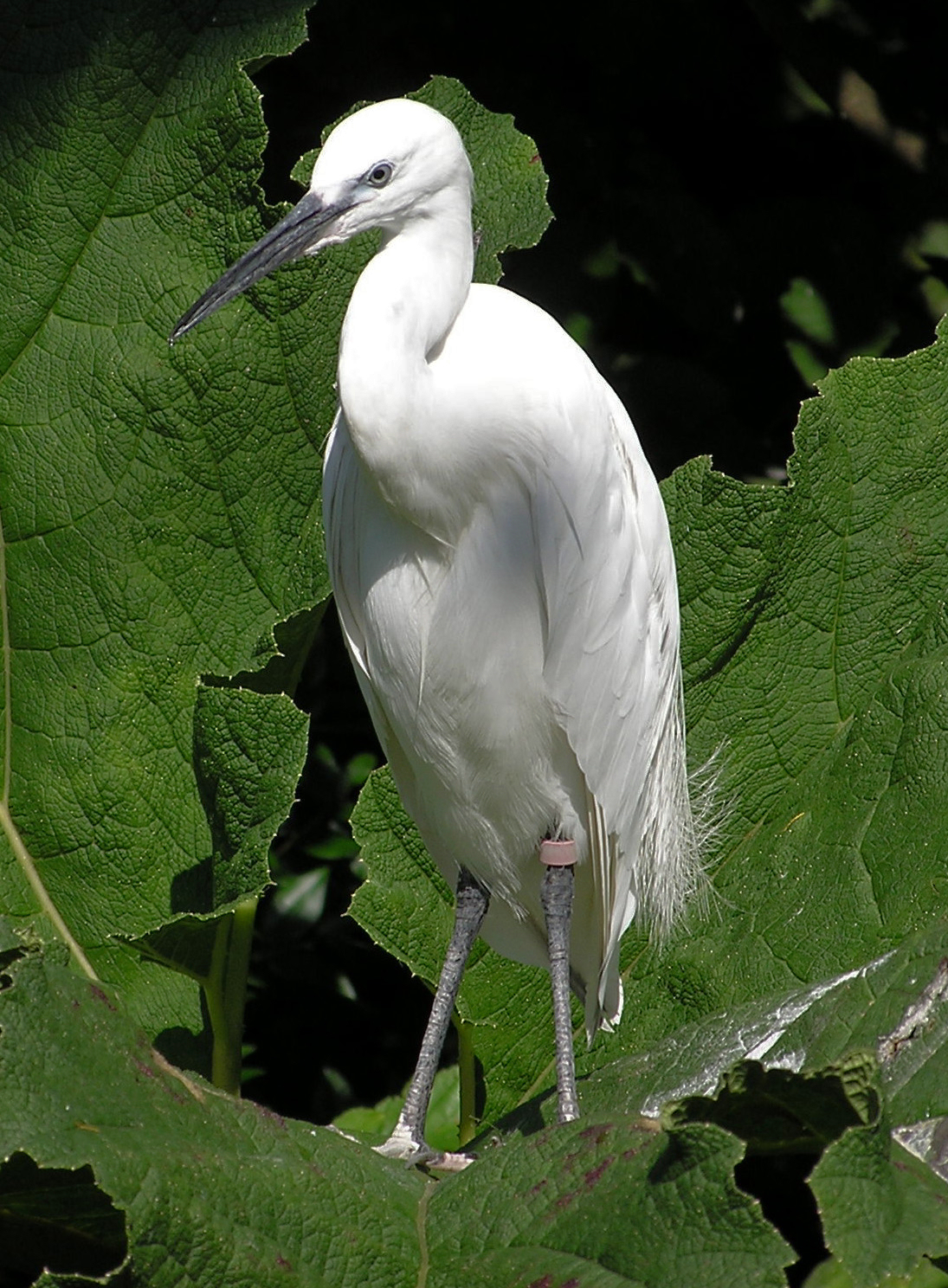
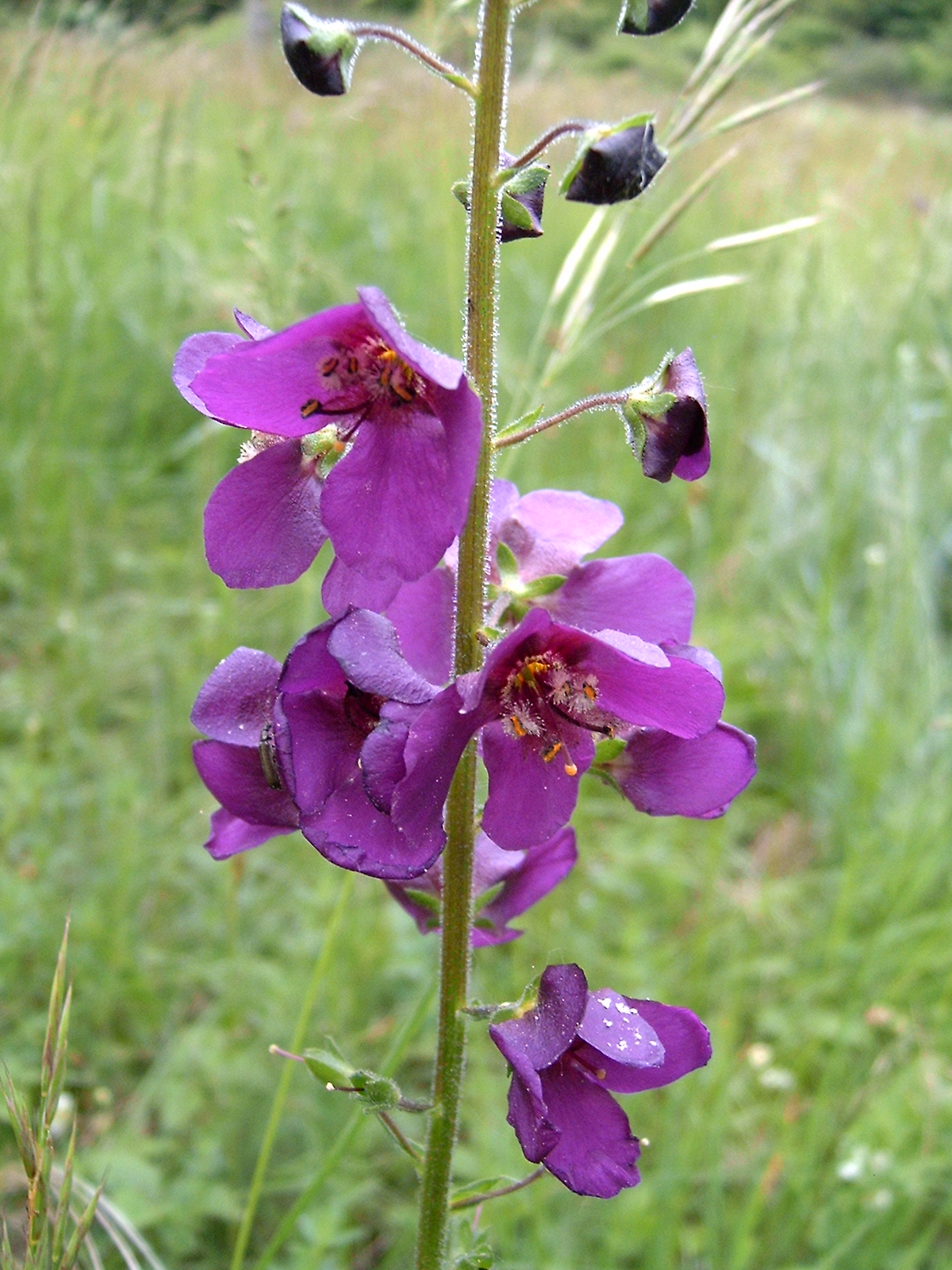